# Bandicoot
Col nome bandicoot vengono indicate circa 20 specie di marsupiali onnivori terricoli, di piccole o medie dimensioni, appartenenti all'ordine dei Peramelemorfi. Il termine bandicoot è la forma anglicizzata della parola telugu pandi-kokku (letteralmente, ratto-porco), utilizzata originariamente per indicare il ratto bandicoot indiano. Le altre due specie di Peramelemorfi sono i bilby.
Fino a pochi anni fa la classificazione dei Peramelemorfi era molto semplice: l'ordine veniva suddiviso in due famiglie - i bandicoot, dalle zampe corte e per la maggior parte erbivori, e i bilby, dalle zampe lunghe e più nettamente carnivori. Negli ultimi anni, tuttavia, la situazione si è dimostrata più complessa. Agli inizi, i bandicoot della Nuova Guinea e delle foreste pluviali dell'estremità settentrionale dell'Australia, chiaramente distinti da tutti gli altri, vennero raggruppati insieme nella famiglia separata dei Perorictidi. Più di recente, tutte le famiglie di bandicoot sono state riunite nei Peramelidi: le specie della Nuova Guinea sono state suddivise in quattro generi e in due sottofamiglie, i Perorictini e gli Echimiperini, mentre i «veri bandicoot» occupano la sottofamiglia dei Peramelini. Unica eccezione è l'ormai estinto bandicoot dai piedi di porco, unico membro della famiglia dei Cheropodidi.
Gli embrioni dei bandicoot, diversamente da quelli degli altri marsupiali, sviluppano un organo simile a una placenta che si connette alla parete uterina. La funzione di quest'organo è probabilmente quella di trasferire sostanze nutrienti dalla madre; tuttavia, questa struttura è molto piccola, se paragonata a quella dei Placentati.
- ORDINE Peramelemorphia
  - Famiglia Thylacomyidae: bilby, 2 specie
  - Famiglia Chaeropodidae †: bandicoot dai piedi di porco
  - Famiglia Peramelidae
    - Sottofamiglia Peramelinae
      - Genere Isoodon: bandicoot dal naso corto
      - Genere Perameles: bandicoot dal naso lungo

    - Sottofamiglia Peroryctinae
      - Genere Peroryctes: bandicoot dal naso lungo della Nuova Guinea

    - Sottofamiglia Echymiperinae
      - Genere Echymipera: bandicoot spinosi della Nuova Guinea
      - Genere Microperoryctes: bandicoot murini della Nuova Guinea
      - Genere Rhynchomeles: bandicoot di Ceram

  - Superfamiglia Yaraloidea †
    - Famiglia Yaralidae †: bandicoot fossili, 2 specie

## Nella cultura di massa
Crash Bandicoot, protagonista della serie di videogiochi omonima, è un bandicoot fasciato orientale. Da lui deriva il nome di un nuovo genere di Peramele fossili scoperti nel 2014.

## Aspetto
Corpo piccolo simile a quello di un topo e muso a proboscide.